# Ólymbos
Ólymbos är en ort i Grekland.   Den ligger i prefekturen Nomós Dodekanísou och regionen Sydegeiska öarna, i den sydöstra delen av landet, 400 km sydost om huvudstaden Aten. Ólymbos ligger 230 meter över havet och antalet invånare är 400. Den ligger på ön Karpathos.
Terrängen runt Ólymbos är kuperad. Havet är nära Ólymbos åt sydväst.  Det finns inga andra samhällen i närheten. 